# The Battle Box

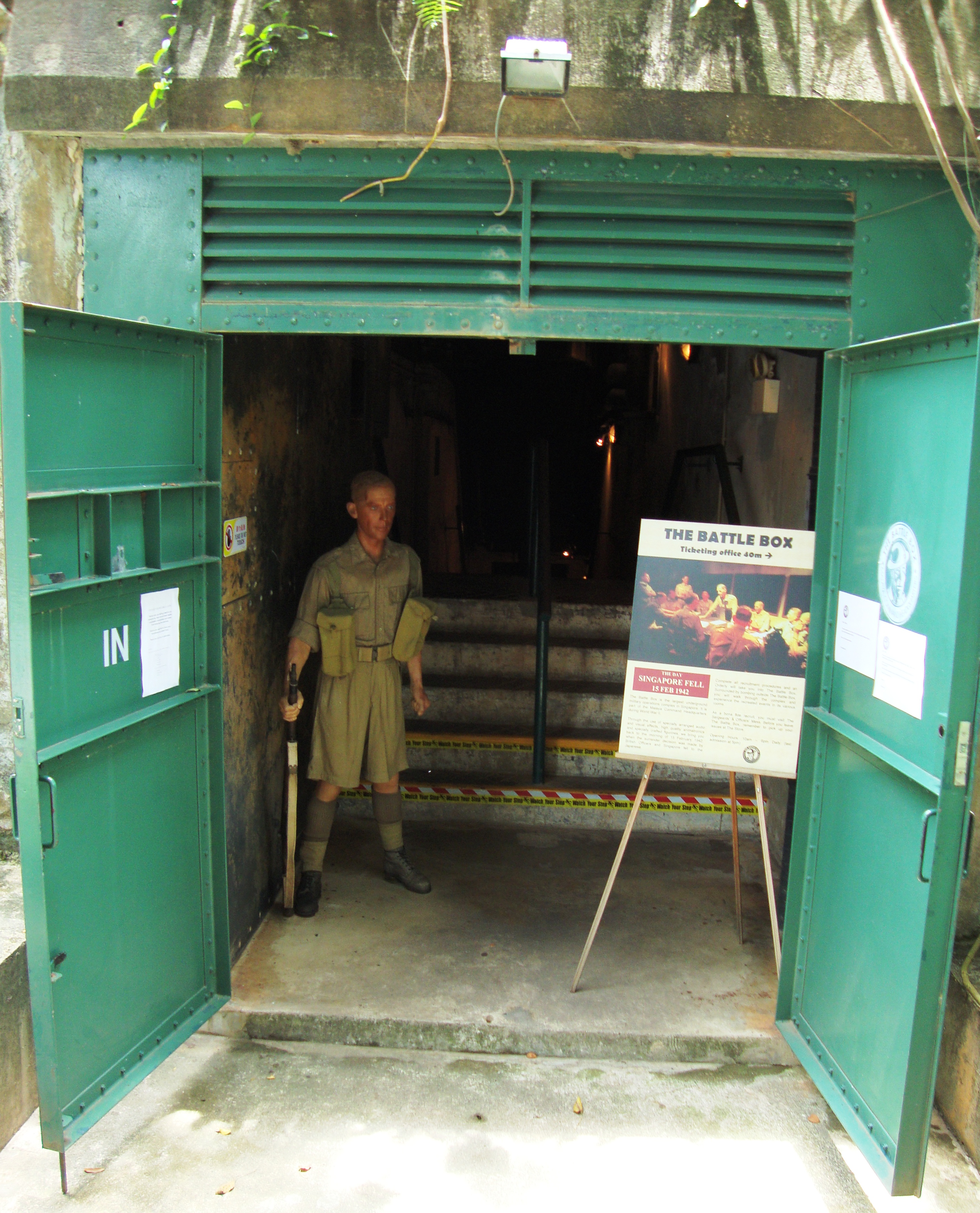
Zugang zum heutigen Museum

The Battle Box ist der Name des ehemaligen Bunkerkomplexes unter Fort Canning in Singapur. Die Anlage diente während des Zweiten Weltkrieges als Kommandozentrum der Britischen Armee und wird heute als Museum genutzt.

## Geschichte

### Vorgeschichte
Im Zuge der Singapur-Strategie des britischen Empires hatte Singapur eine herausragende Bedeutung als Stützpunkt der britischen Kräfte. Von hier aus sollte die Verteidigung der britischen Besitzungen gegen einen eventuellen Angriff des japanischen Kaiserreichs organisiert werden. Vor allem die Lage Singapurs an der Straße von Malakka und die damit verbundene Kontrolle des Übergangs zwischen dem Südchinesischen Meer und dem Golf von Bengalen war für die Verteidigung von Britisch-Indien entscheidend.
Im Zuge dieser Strategie begann man ab 1919 mit dem Bau der Singapore Naval Base. Diese sollte als Stützpunkt der Royal Navy dienen. Zudem wurden die Befestigungsanlagen Singapurs deutlich verstärkt. Um die gemeinsame Verteidigung zwischen Royal Air Force, British Army und Royal Navy koordinieren zu können, wurde unter Fort Canning 1926 mit dem Bau eines neuen Kommandobunkers begonnen. Dieser wurde The Battle Box genannt.

### Bau der Anlage
Die Anlage wurde ab 1926 etwa 10 m unterhalb des Zugangsgebäudes in Fort Canning gebaut. Die Wände bestehen aus einem Meter dicken Beton, welcher auch Schutz gegen direkte Bomben- und Artillerietreffer bieten sollte. Die Gesamtzahl der Räume der Anlage variiert, je nach Quelle, zwischen 22, 26 und 29.
Ausgestattet war die Bunkeranlage unter anderem mit Kommunikationsanlagen, Schlafräumen und Sozialräumen.

### Zweiter Weltkrieg
Während des Zweiten Weltkrieges zeigte sich schnell, dass die Räumlichkeiten für die Koordinierung sämtlicher Streitkräfte zu klein waren. Das Hauptquartier der britischen Truppen wurde innerhalb Singapurs verlegt. Lediglich der Kommandant der Festung Singapur Major General Frank Keith Simmons und sein Stab nutzen die Räumlichkeiten innerhalb der Battle Box weiterhin. Mit fortschreitender Dauer der Schlacht um Singapur wurde das Hauptquartier der britischen Kräfte wieder nach Fort Canning verlegt. Während einer Besprechung im Kommunikationsraum der Battle Box wurde am 15. Februar 1942 von Arthur Percival die Entscheidung zur Kapitulation getroffen.
Die japanischen Streitkräfte nutzen die Räumlichkeiten bis zu ihrer eigenen Kapitulation am 15. August 1945 ebenfalls als Kommunikationsbasis zur Verteidigung Singapurs.

### Nutzung nach dem Zweiten Weltkrieg
Nach dem Zweiten Weltkrieg wurde die Anlage erneut von den britischen Truppen als Stützpunkt genutzt. Mit der Unabhängigkeit Singapurs ging Fort Canning an die Streitkräfte Singapurs über, die hier eine Offiziersschule (Goh Keng Swee Command and Staff College) einrichteten. Die Bunkeranlage selbst wurde aus Sicherheitsgründen geschlossen und geriet in Vergessenheit. Sie wurde erst 1988 von einem Journalisten wiederentdeckt.

### Heutige Nutzung
Am 15. Februar 1997, dem 55. Jahrestag der Kapitulation Singapurs im Zweiten Weltkrieg, wurde die Anlage schließlich als Museum der Öffentlichkeit zugänglich gemacht. In diesem wird die Geschichte der letzten Tage vor der Kapitulation dargestellt. 2013 wurde die Anlage für 300.000 US-Dollar überarbeitet und das Ausstellungskonzept überarbeitet. Am 28. Januar 2016 wurde die Ausstellung neueröffnet. Jährlich besuchen über 60.000 Menschen das Museum.